# Міннібаєво – Казань (газопровід)
Міннібаєво – Казань (газопровід) – трубопровід у Татарстані.
Під час розробки нафтових родовищ Татарстану отримували великі обсяги супутнього газу, що дозволило розпочати газифікацію ряду регіонів та ввести в дію у 1954-му газопровід Міннібаєво – Казань діаметром 325 мм. В подальшому тут проклали другу нитку діаметром 530 мм (можливо відзначити, що офіційною датою завершення будівництва системи Міннібаєво – Казань є 1963 рік). Довжина газопроводу становить не менш ніж 285 км. Проектний тиск системи 5,4 МПа.
Товарний газ для транспортування надавав Міннібаєвський газопереробний завод, перша черга якого стала до ладу в 1956-му. А в 1970-х роках в одному коридорі з початковою ділянкою Міннібаєво – Казань пройшов газопровід Оренбург – Заїнськ, що транспортував ресурс Оренбурзького родовища.
Поява ресурсу в районі Казані дозволила спорудити газопроводи Казань – Горький (1957) та Казань – Йошкар-Ола (1965), а в самій Казані великими споживачами блакитного палива можуть бути Казанська ТЕЦ-1, Казанська ТЕЦ-2 та Казанська ТЕЦ-3. Втім, варто відзначити, що до Казані в подальшому також вивели перемичку від потужної системи Нижня Тура – Перм – Горький – Центр.